# 17961 Маріягородниськи
17961 Маріягородниськи (17961 Mariagorodnitsky) — астероїд головного поясу, відкритий 10 травня 1999 року.
Тіссеранів параметр щодо Юпітера — 3,541.